# Cincloramphus rubiginosus
La yerbera herrumbrosa (Cincloramphus rubiginosus) es una especie de ave paseriforme de la familia Locustellidae endémica de la isla de Nueva Bretaña.

## Distribución y hábitat
Se encuentra únicamente en la isla de Nueva Bretaña, del archipiélago Bismarck y perteneciente a Papúa Nueva Guinea. Su hábitat natural son los bosques húmedos tropicales de tierras bajas.